# Arc-sous-Cicon
Arc-sous-Cicon is een gemeente in het Franse departement Doubs (regio Bourgogne-Franche-Comté) en telt 532 inwoners (1999). De plaats maakt deel uit van het arrondissement Pontarlier.

## Geografie
De oppervlakte van Arc-sous-Cicon bedraagt 28,2 km², de bevolkingsdichtheid is 18,9 inwoners per km².

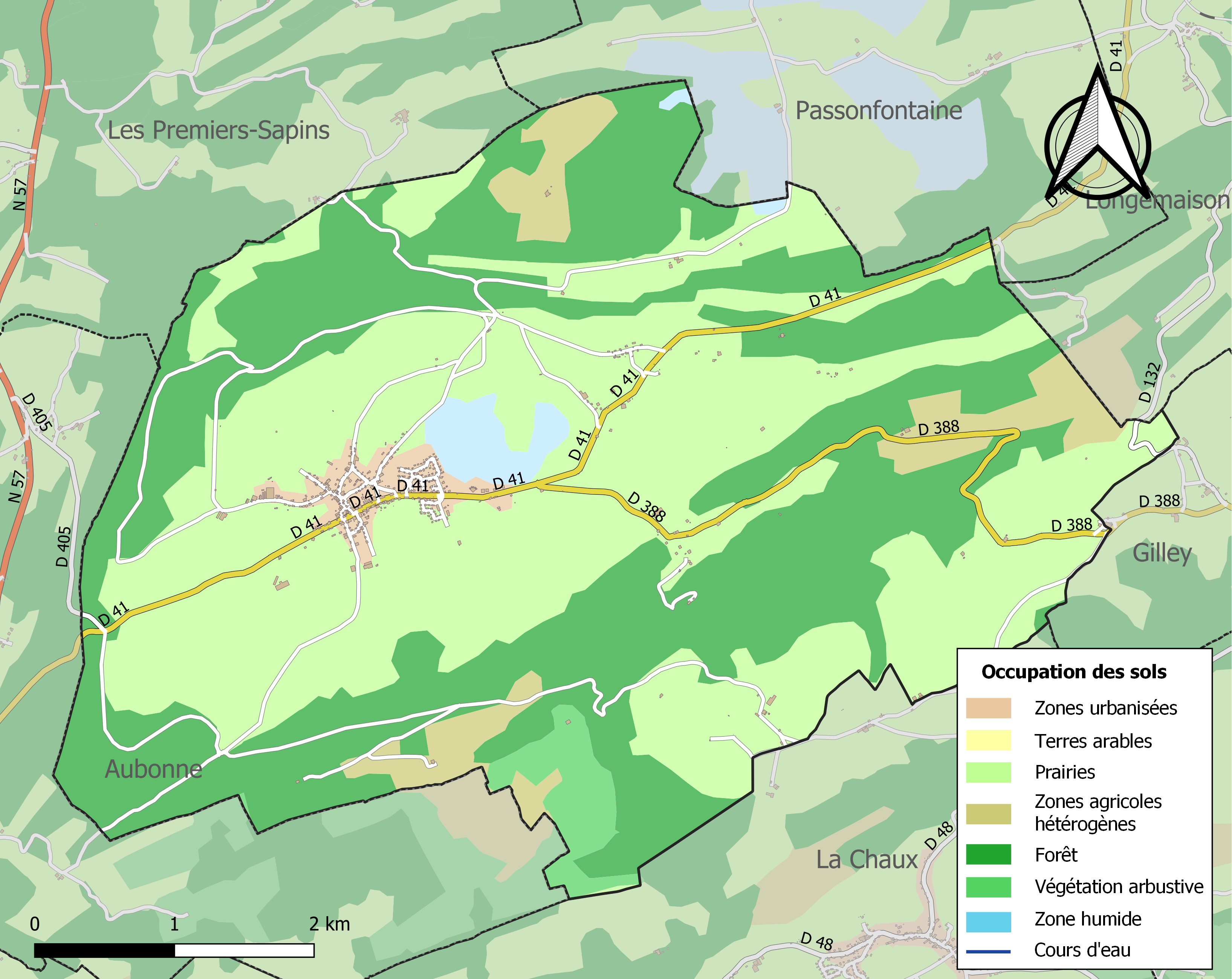
Kaart van de gemeente met de belangrijkste infrastructuur, bodemgebruik en omliggende gemeenten

## Demografie
Onderstaande figuur toont het verloop van het inwonertal (bron: INSEE-tellingen).